# Innajuattoq

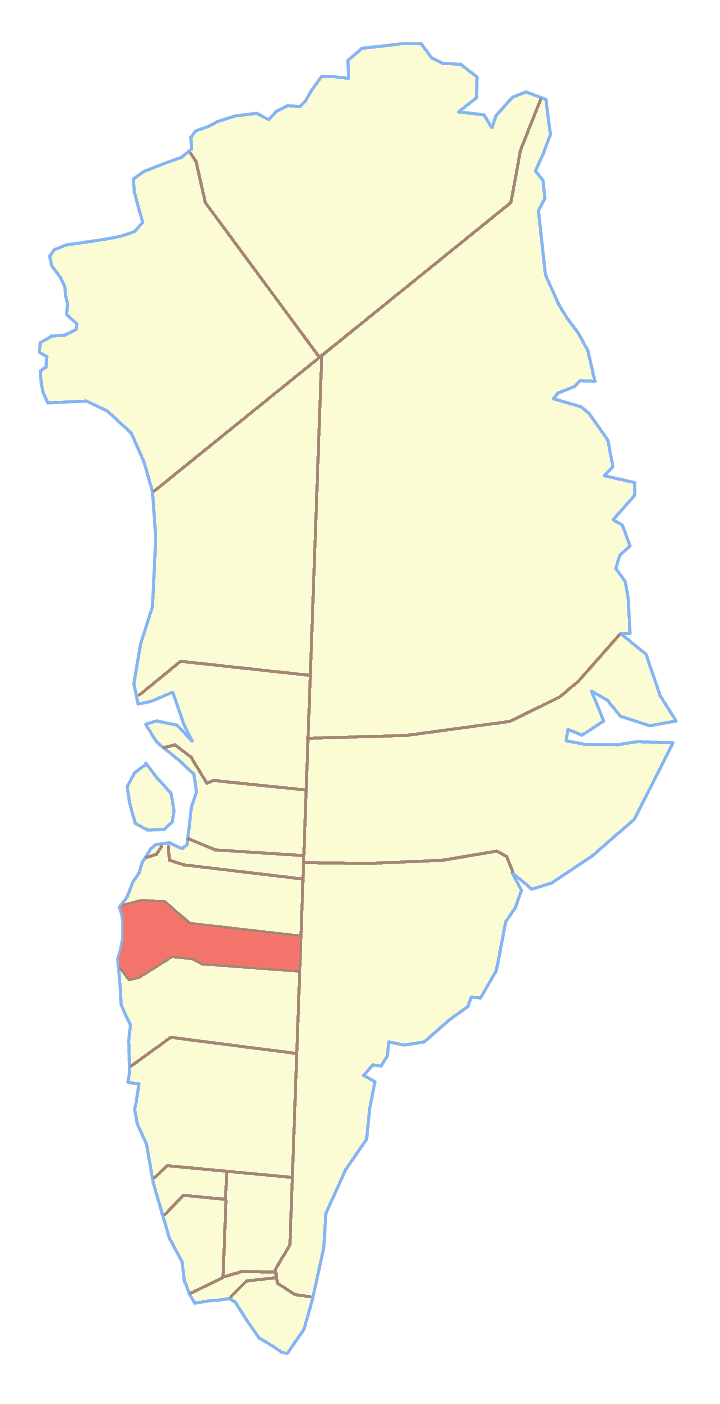
Ex comune di Sisimiut, dove si trovava l'Innajuattoq

L'Innajuattoq è una montagna della Groenlandia di 853 m. Si trova a 67°05'N 52°44'O; appartiene al comune di Queqqata. 